# ون بيس (فلم)
ون بيس: الفيلم، أو ببساطة ون بيس، هو فيلم أنمي أصدرته شركة توي عام 2000. هو أول فيلم مُرتكز على امتياز المانغا طويلة الأمد التي تحمل نفس الاسم. وهو الفيلم الوحيد في السلسلة الذي أستخدم الرسوم المتحركة المرسومة باليد. أُصدِر في الأصل في 4 مارس 2000 جزءًا من معرض توي للأنمي في ربيع عام 2000، بجانب (مغامرة الديجيمون: لعبتنا الحربية!). تدور أحداث الفيلم خلال الموسم الأول من ون بيس بأول جزء من القصة الأولى (قصة الأزرق الشرقي).

## القصة
في الأزرق الشرقي، يبحث القرصان إيل دراغو وطاقمه عن الكنز الذي تُرك من قبل «القرصان الذهبي العظيم» الأسطوري، وونان، والذي يُقال إنه جبل من الذهب؛ يجد إيل دراغو خريطة الكنز لذهب وونان بقتل طاقم وونان السابق. أثناء السفر إلى الكنز، يسرق رجال إيل دراغو قراصنة قبعة القش، اللذين نفذ طعامهم وكادوا أن يتضورون جوعًا. يهاجمهم لوفي ويحطم قاربهم الصغير عن طريق الخطأ بعملية الهجوم.
ينتقم إيل دراغو باستخدام قوى فاكهة الشيطان سكريم سكريم (التي تعني الصراخ)، مما يرسل موجات قوية تدمر القارب الصغير وترسل (غوينغ ميري) بعيدًا. يغوص زورو في البحر لإنقاذ لوفي، ويفصلهم عن بقية طاقم قبعة القش، ويجدون توبيو، الصبي الصغير الذي أُجبر على العمل لدى إيل دراغو.
يشتمون رائحة الطعام، يستخدم لوفي، وزورو، وتوبيو بقايا القارب للذهاب إلى متجر أودين عائم يديره جد توبيو، غانزو، فيأكل لوفي وزورو الطعام عن طريق الخطأ، وهربا بسبب عدم امتلاكهما للنقود، وبعدها قُيدا معًا بالسلاسل بواسطة غانزو.
يرسوا إيل دراغو وطاقمه في جزيرة وونان، حيث يواجهون يوسوب. يقنع يوسوب إيل دراغو بعدم قتله من خلال ادعائه بأنه صائد كنوز محترف، وصديق مقرب لوونان، ويبدأ بقيادة وونان بلا هدف. في هذه الأثناء، يلاحق لوفي وزورو، اللذان ما زالا مقيدان بالسلاسل، قبعة لوفي إلى الجزيرة بعدما طارت بعيدًا في مهب الريح؛ يتبعهم توبيو وتضيع المجموعة. تعثر نامي على طاقم وونان، ويكذب يوسوب بشأن مكان الذهب، ويطلب من رجال إيل دراغو أن يحفروا في مكان عشوائي لمدة ثلاثة أيام. غير أن إيل دراغو يقرر استخدام قوى فاكهة الشيطان بدلًا من ذلك، ويتبع لوفي، وزورو وتوبيو الصوت. يحاول توبيو مهاجمة إيل دراغو، الذي منع زورو انتقامه. قُطعت معركة زورو وإيل دراغو بواسطة ساق لوفي التي علقت بصخرة ويقذفهما عبر الجزيرة؛ يستخدم يوسوب ونامي هذا الإلهاء للهرب، ويعيدا تجمعها مع لوفي وزورو.
يعثر طاقم قبعة القش وتوبيو على الكهف الذي دُفن فيه كنز وونان بعد أن حلوا لغزًا على خارطة وونان، ووجدوا غانزو أمامهم. يكشف غانزو أنه وونان كانا أصدقاء طفولة، وكان غانزو و وونان يتقاتلان على اختلاف أحلامهما عندما كانا طفلين. في هذه المعركة، سقط الأثنان من على سطح منحدر وعلى فرع مكسور، يُسقط غانزو نفسه غاية إنقاذ وونان. لم يعلم وونان أن غانزو قد أُنقذ بواسطة قارب عابر، ولكن وونان قد أنطلق بالفعل في البحر عندما أستيقظ غانزو.
تعثر المجموعة على منزل قديم حيث أُخفي الذهب، ولكن يلحق إيل دراغو بهم ويقاتل لوفي وزورو. هُزم إيل دراغو، وتعثر المجموعة على الهيكل العظمي لوونان في غرفة سرية، ورسالة قد تُركت لغانزو. قبل وفاته، أدرك وونان أن الذهب لا يستطيع جعله سعيدًا، وأعاد كل الذهب الذي سرقه، ولم يتبق سوى هيكله العظمي والعلم الذي أظهره لغانزو قبل قتالهما. يقرر غانزو بناء قبر لوونان ومواصلة إدارة متجره للأودين، بينما تتمكن نامي من سرقة كنز إيل دراغو.
يرفض غانزو قبول المال الخاص بالأودين، بحيث يبقى طاقم قبعة القش مدينين له ويكونون ملزمين بزيارته مرة أخرى. بينما يُبحر طاقم قبعة القش بعيدًا، يُعلق توبيو أن لوفي سيصبح حقًا ملك القراصنة يومًا ما.